# Kotaro Nakao
Kotaro Nakao (Nagasaki, 8 juni 1969) is een voormalig Japans voetballer.

## Carrière
Kotaro Nakao speelde tussen 1992 en 1997 voor Vissel Kobe.

## Statistieken
| Japan   | Japan          | Japan           | League | League | Emperor's Cup | Emperor's Cup | J-League Cup | J-League Cup | Totaal | Totaal |
| Seizoen | Club           | League          | Wed.   | Goals  | Wed.          | Goals         | Wed.         | Goals        | Wed.   | Goals  |
| ------- | -------------- | --------------- | ------ | ------ | ------------- | ------------- | ------------ | ------------ | ------ | ------ |
| 1992    | Kawasaki Steel | Football League | 6      | 0      |               |               | -            | -            | 6      | 0      |
| 1993    | Kawasaki Steel | Football League | 13     | 0      | 2             | 0             | -            | -            | 15     | 0      |
| 1994    | Kawasaki Steel | Football League | 29     | 2      | 2             | 0             | -            | -            | 31     | 2      |
| 1995    | Vissel Kobe    | Football League | 15     | 0      | 0             | 0             | -            | -            | 15     | 0      |
| 1996    | Vissel Kobe    | Football League | 0      | 0      |               |               | -            | -            | 0      | 0      |
| 1997    | Vissel Kobe    | J. League 1     | 9      | 0      | 1             | 0             | 0            | 0            | 10     | 0      |
| Totaal  | Totaal         | Totaal          | 72     | 2      | 5             | 0             | 0            | 0            | 77     | 2      |